# Everclear (zespół muzyczny)
Everclear – amerykańska grupa rockowa.
Zespół został utworzony w Portland w stanie Oregon, w roku 1992. Stały skład przez większość czasu stanowili Art Alexakis (wokal, gitara), Craig Montoya (gitara basowa) i Greg Eklund (perkusja). Montoya i Eklund opuścili zespół w 2003, jednak Alexakis kontynuuje go wraz z nowymi członkami: Dave'em Frenchem, Joshem Crawleyem, Freddiem Ferrera oraz Samem Winchesterem.

## Dyskografia Everclear
- World of Noise (1993)
- Sparkle and Fade (1995)
- So Much for the Afterglow (1997)
- Songs from an American Movie, vol.1: Learning How To Smile (2000)
- Songs from an American Movie, vol.2: Good Time for a Bad Attitude (2000)
- Slow Motion Daydream (2003)
- Welcome to the Drama Club (2006)
- Invisible Stars (2012)

## Telewizja i film
Piosenka „Local God” została użyta w filmie Romeo i Julia.
Utwór „The Swing” został użyty w filmie Krzyk 2.
Piosenka „Wonderful” została użyta w jednym z odcinków serialu Hoży doktorzy zatytułowanym „My fifteen minutes”.
Utwór „Everything to Everyone” został użyty w filmie American Pie.
Zespół wystąpił w filmie Frajer. Główni bohaterowie wybierali się na koncert, gdzie Everclear wykonał piosenki „I Will Buy You a New Life” oraz „So Much for Afterglow”.
Art Alexakis zagrał nauczyciela muzyki w jednym z odcinków serialu Szkolny poradnik przetrwania, emitowanego w USA na kanale TEENick.
Piosenka „I Will Buy You a New Life” została wykorzystana w filmie Oszukać przeznaczenie 5.